# Jenő Ghyczy

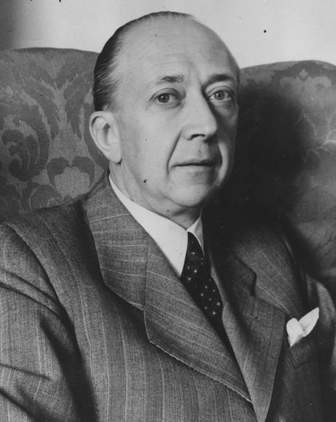
Jenő Ghyczy, 1941

Jenő Ghyczy von Ghycz, Assakürt und Ablanczkürt (* 4. Mai 1893 in Újpuszta, Komitat Komárom, Königreich Ungarn; † 18. Januar 1982 in Budapest) war ein ungarischer Diplomat, Politiker und von 1943 bis 1944 Außenminister von Ungarn.

## Leben
Ghyczy diente zur Zeit der Österreichisch-Ungarischen Monarchie als konsularischer Attaché. Nach dem Zerfall der Habsburgermonarchie war er ab 1919 Vizekonsul, und ab 1923 Legationsrat. In den folgenden Jahren diente er als Gesandtschaftsrat in Prag (1929–1935), Belgrad (1936–1937) und Berlin (1937–1939). Ab 1939 war er der Leiter der politischen Gruppe im Außenministerium. Am 24. Juli 1943 wurde er von der Regierung Kállay zum Außenminister ernannt. Diese Position hatte er bis zum 22. März 1944 inne.
Jenő Ghyczy verstarb 1982 in Budapest im Alter von 88 Jahren.